# منتخب بريطانيا العظمى لكرة القدم الأمريكية
منتخب بريطانيا العظمى الوطني لكرة القدم الأمريكية (بالإنجليزية: Great Britain national American football team)‏ هو ممثل المملكة المتحدة الرسمي في المنافسات الدولية في كرة القدم الأمريكية .

## وصلات خارجية
- الموقع الرسمي